# Équipe d'Argentine de football à la Copa América 1926
L'équipe d'Argentine de football participe à sa 10e Copa América lors de l'édition 1926 qui se tient à Santiago au Chili du 12 octobre au 3 novembre 1926.

## Résultats

### Classement final
Les cinq équipes participantes sont réunies au sein d'une poule unique où chaque formation rencontre une fois ses adversaires. À l'issue des rencontres, l'équipe classée première remporte la compétition.
|   | Équipe    | Pts | J | G | N | P | BP | BC | Diff |
| - | --------- | --- | - | - | - | - | -- | -- | ---- |
| 1 | Uruguay   | 8   | 4 | 4 | 0 | 0 | 17 | 2  | +15  |
| 2 | Argentine | 5   | 4 | 2 | 1 | 1 | 14 | 3  | +11  |
| 3 | Chili     | 5   | 4 | 2 | 1 | 1 | 14 | 6  | +8   |
| 4 | Paraguay  | 2   | 4 | 1 | 0 | 3 | 8  | 20 | -12  |
| 5 | Bolivie   | 0   | 4 | 0 | 0 | 4 | 2  | 24 | -22  |

| 16 octobre | Argentine | 5 | 0 | Bolivie   |
| 20 octobre | Argentine | 8 | 0 | Paraguay  |
| 24 octobre | Uruguay   | 2 | 0 | Argentine |
| 31 octobre | Chili     | 1 | 1 | Argentine |

### Matchs
| 16 octobre 1926                                                                                    | Argentine                                               | 5 – 0 | Bolivie | Campos de Sports de Ñuñoa (Santiago)          |                                               |
| | Cherro 9e, 19e · Sosa 31e · Delgado 43e · De Miguel 74e | (4 - 0) |         | Spectateurs : 8 000 Arbitrage : Aníbal Tejada | Spectateurs : 8 000 Arbitrage : Aníbal Tejada |
| Díaz - Bidoglio, Muttis - Médici, Vaccaro, Fortunato - Tarasconi, Cherro, Sosa, Delgado, De Miguel | Équipes                                                 | Bermúdez - Urriolagoitía, Lara - J. Soto, Sáinz, Valderrama - C. Soto, Méndez, Aguilar, Bustamante, Alborta |         | Spectateurs : 8 000 Arbitrage : Aníbal Tejada | Spectateurs : 8 000 Arbitrage : Aníbal Tejada |

| 20 octobre 1926                                                                                    | Argentine                                                               | 8 – 0 | Paraguay | Campos de Sports de Ñuñoa (Santiago)              |                                                   |
| | Sosa 11e, 32e, 59e, 87e · Cherro 16e · Delgado 40e, 42e · De Miguel 52e | (5 - 0) |          | Spectateurs : 3 000 Arbitrage : Francisco Jiménez | Spectateurs : 3 000 Arbitrage : Francisco Jiménez |
| Díaz - Bidoglio, Muttis - Médici, Vaccaro, Fortunato - Tarasconi, Cherro, Sosa, Delgado, De Miguel | Équipes                                                                 | Recalde - Rolón, Sirvent - Brizuela, Fleitas Solich, G. Nessi - L. Nessi, C. Ramírez, López, Domínguez, Fretes |          | Spectateurs : 3 000 Arbitrage : Francisco Jiménez | Spectateurs : 3 000 Arbitrage : Francisco Jiménez |

| 24 octobre 1926                                                                                             | Uruguay                 | 2 – 0                                                                                            | Argentine | Campos de Sports de Ñuñoa (Santiago)          |                                               |
| | Borjas 22e · Castro 73e | (1 - 0)                                                                                          |           | Spectateurs : 15 000 Arbitrage : Miguel Barba | Spectateurs : 15 000 Arbitrage : Miguel Barba |
| Batignani - Nasazzi, Recoba - Andrade, Fernández, Vanzzino - Urdinarán, Scarone, Borjas, Castro, Saldombide | Équipes                 | Díaz - Bidoglio, Cochrane - Médici, Vaccaro, Conti - Tarasconi, Cherro, Sosa, Delgado, De Miguel |           | Spectateurs : 15 000 Arbitrage : Miguel Barba | Spectateurs : 15 000 Arbitrage : Miguel Barba |

| 31 octobre 1926                                                                                     | Chili        | 1 – 1                                                                                             | Argentine     | Campos de Sports de Ñuñoa (Santiago)         |                                              |
| | Saavedra 25e | (1 - 1)                                                                                           | Tarasconi 42e | Spectateurs : 8 000 Arbitrage : Miguel Barba | Spectateurs : 8 000 Arbitrage : Miguel Barba |
| Cortés - Veloso, Poirier - Toro, Saavedra, González - Muñoz, Subiabre, Olguín, Arellano, M. Ramírez | Équipes      | Díaz - Bidoglio, Muttis - Médici, Vaccaro, Fortunato - Tarasconi, Cherro, Sosa, Delgado, Perducca |               | Spectateurs : 8 000 Arbitrage : Miguel Barba | Spectateurs : 8 000 Arbitrage : Miguel Barba |

## Navigation